# 泡椒

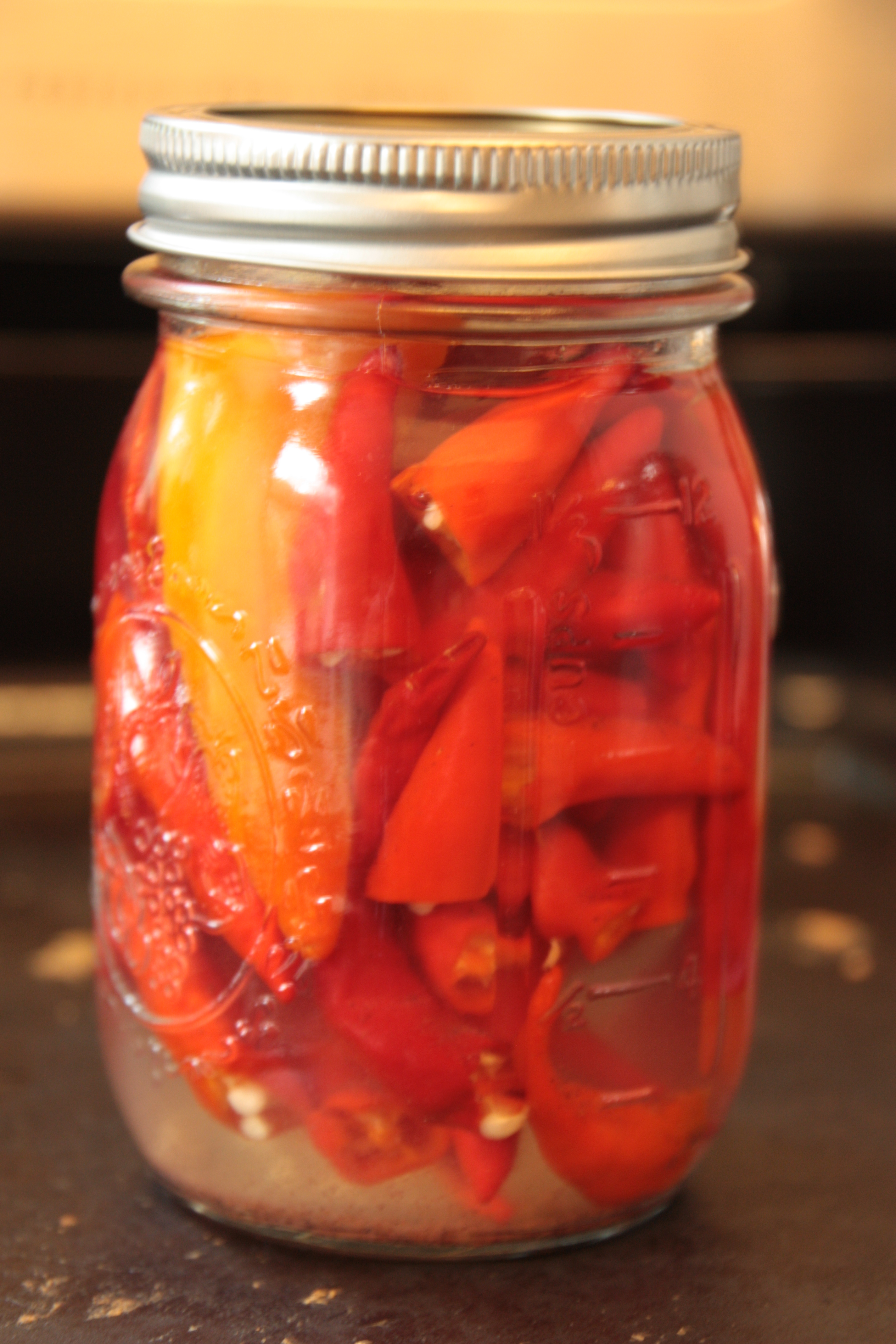
一罐泡椒

泡椒指数种经过酸腌的辣椒。泡椒的制作根据种类的不同，可能会涉及到发酵。
一般的中国泡椒是挑选朝天椒（指天椒），加入调料（盐、醋、其他酸）腌制一段时间，也有用小米辣的。
墨西哥到美国南方一带传统盛产泡椒。在墨西哥售卖的辣椒，绝大部分都是以泡椒形式出售。腌制的墨西哥辣椒片经常用来装点烤奶酪辣味玉米片等当地食品。墨西哥泡椒的腌汁酸辣咸鲜，在美国南部饮食中是重要的调味料。
东南亚（鸟眼辣椒）和意大利（peperoncini sott'aceto）也制作泡椒。